# تمرین‌های ویلیامز
تمرین‌های خم‌شدن ویلیامز (Williams Flexion Exercises، به اختصار: WFE) - که به آن تمرین‌های فلکشن کمر ویلیامز نیز گفته می‌شود - تمرین‌های ورزشی هستند که به افراد مبتلا به کمردردهای ناحیه تحتانی ستون فقرات با هدف کاهش درد توصیه می‌شوند. این تمرین‌ها که خمش ناحیه تحتانی کمر و قدرت عضلات باسنی و شکمی را بهبود می‌دهند به نام دکتر ویلیامز نامگذاری گردیده است.
کمردرد مکانیکی یکی از شایع‌ترین شکایاتی است که در کلینیک‌های مراقبت‌های اولیه دیده می‌شود که اغلب با مدیریت محافظه کارانه و صرف زمان قابل درمان است. برنامه‌های تمرینی خانگی مانند تمرینات خم شدن ویلیام و تمرینات کششی مک کنزی دو مورد از رایج‌ترین تمرینات خانگی برای کاهش درد کمر هستند.

## تاریخچه
این تمرین‌های ورزشی اولین بار توسط پاول سی. ویلیامز جراح ارتوپد آمریکایی در دهه ۱۹۳۰ ابداع گردید. تمرینات پیشنهادی دکتر ویلیامز برای مردان زیر ۵۰ سال و زنان زیر ۴۰ سال که هایپرلوردوز کمری داشتند و رادیوگرافی آن‌ها انقباض فضای بین مفصلی بخش کمری را نشان می‌داد طراحی گردید. هدف از تمرینات کاهش درد و ثبات قسمت پایین‌تنه با تقویت عضلات شکم، باسن و همسترینگ بود.

## پروتکل تمرینی
تمرین‌های ویلیامز برای سال‌های متمادی استانداردی برای درمان غیرجراحی کمردرد بود.
تمرینات ویلیامز را می‌توان در خانه انجام داد. تمرین‌ها قابلیت تکرار دارند و برای مدت زمان‌های مختلف انجام می‌شوند. مدت زمان توصیه شده برای این ورزش در هر روز به میزان ۱۰ تا ۲۰ دقیقه به مدت ۸ هفته است. تمرینات در حالت خوابیده به پشت بیمار بر روی سطح صاف انجام می‌شود. هفت نوع تمرین ویلیامز شامل موارد زیر است:
1- کج کردن لگن (Pelvic tilt): به پشت روی زمین دراز بکشید. زانوها را جمع کنید به طوری که کف پاها روی سطح زمین قرار گیرد. در این حالت بدون اینکه از پاها کمک بگیرید تلاش کنید گودی کمر را با فشار به سمت زمین صاف کنید و ۵ الی ۱۰ ثانیه نگهدارید.
2- تک زانو به سینه (Single Knee to chest): به پشت روی زمین دراز بکشید. زانوها را جمع کنید به طوری که کف پاها روی سطح زمین قرار گیرد. به آرامی زانوی سمت راست را به سمت شانه بکشید و ۵ الی ۱۰ ثانیه نگهدارید. زانو را به حالت اولیه برگردانید و همین تمرین را با زانوی سمت چپ انجام دهید.
3- جفت زانو به سینه (Double knee to chest): مانند تمرین‌های قبل به پشت روی زمین دراز بکشید. زانوها را جمع کنید به طوری که کف پاها روی سطح زمین قرار گیرد. پس از اینکه زانوی راست را روی سینه بالا کشیدید زانوی چپ را نیز بالا بکشید و هر دو زانو را برای ۵ الی ۱۰ ثانیه در همان وضعیت نگهدارید. در انتها زانوها را یکی یکی پایین بیاورید.
4- وضعیت نیمه نشسته (Partial sit-up): تمرین اول (کج کردن لگن) را انجام دهید و درحالی که این وضعیت را حفظ می‌کنید به آرامی سر و شانه‌ها را از زمین جدا کنید و اندکی نگهدارید. به آرامی به حالت اولیه بازگردید.
5- کشش همستریگ (Hamstring stretch): در وضعیت نشسته با زانوهای صاف (long sitting) قرار بگیرید در حالی که انگشتان هر دو پا به سمت سقف باشد. به آرامی تنه را روی پاها پایین بیاورید و دست‌ها را روی پاها دراز کنید. مراقب باشید زانوها خم نشوند و چشم‌ها به سمت جلو متمرکز باشند.
6- کشش عضلات فلکسور لگن (Hip Flexor stretch): پای چپ را جلو بگذارید و از زانو خم کنید. پای راست را عقب بگذارید و صاف نگهدارید. سپس بدن را تا جایی که حفره زیر بغل به زانوی چپ برخورد کند به جلو خم کنید. سپس عکس این حرکت را برای زانوی مقابل انجام دهید.
7- اسکات (squat): بایستید و پاها را به اندازه عرض شانه باز کنید. در حالی که تنه عمود بر زمین است با خم کردن زانوها به آرامی تنه را پایین بیاورید و دوباره بایستید. دقت کنید چشم‌ها به سمت جلو متمرکز باشند و کف پاها از زمین جدا نشود.

## تمرین‌های کششی مک کنزی
WFEها در تضاد با نوع دیگری از تمرینات پشت قرار دارند، که توسط رابین مک‌ کنزی ابداع شده و به عنوان «تمرینات اکستنشن مک کنزی» شناخته می‌شود، که شامل حرکت مخالف در امتداد ستون فقرات به سمت عقب است. یک پژوهش بیان کرد که «شاید هیچ دو روش فیزیوتراپی برای درمان کمردرد اینقدر متضاد در تئوری و عمل نباشد.» برخلاف ویلیامز، مک‌کنزی پیشنهاد کرد که تمام دردهای ستون فقرات را می‌توان به تغییر موقعیت هسته پالپوسوس دیسک در مقایسه با حلقه اطراف دیسک نسبت داد.